# Одоевский, Иван Юрьевич
Иван Юрьевич Одоевский (ум. около 1470) — верховский удельный князь, сын Юрия Романовича Чёрного, князя Одоевского и Новосильского. Брат Семёна, Василия и Фёдора Одоевских.
После смерти отца, князя Юрия Романовича Чёрного Одоевского, его сыновья Иван, Семён, Василий и Фёдор разделили между собой Одоевское княжество, каждый из братьев получил во владение часть (треть) наследства. После смерти бездетных братьев Василия и Фёдора, а также отъезда Семёна на российскую службу Иван Юрьевич Одоевский, по видимости, объединил под своей властью практически всё Одоевское княжество.

## Биография
21 апреля 1459 года Иван Юрьевич вместе с племянниками, князьями Фёдором и Василием Михайловичами Белевскими, заключил договор с великим князем литовским и королём польским Казимиром Ягеллончиком, признав свою ленную зависимость от Великого княжества Литовского. За это Ивану Юрьевичу и его детям Михаилу и Фёдору были пожалованы села Местилово, Кцинь, Хвостовичи, Чернятичи и др.
Согласно тексту грамоты великого князя московского Ивана III Васильевича (1490 год) князь Иван Юрьевич Одоевский с братом Семёном служили обоим государствам, то есть маневрировали между Великим княжеством Литовским и Великим княжеством Московским.
Скончался приняв схиму с именем Иона, оставив после себя трёх сыновей (Фёдора, Михаила и Василия Кривого), которые разделили между собой отцовское княжество. Позднее князья: Фёдор, Михаил и Василий Кривой Ивановичи Одоевские перешли в русское подданство.